# Julio Béjar
Julio Béjar   (Almeria, 1987) és un escriptor i dramaturg espanyol, Premi Nacional de Teatre Calderón de la Barca 2021.
Béjar és llicenciat en Filologia Hispànica. Va continuar estudis de postgrau en Enseignement et Recherche per la Universitat Lumière de Lió. A més, va estudiar Direcció escènica i Dramatúrgia en la RESAD.
L'octubre de 2021 va obtenir el premi Nacional de Teatre Calderón de la Barca per la seva obra Comença per F.